# Die Herren
Die Herren er et dansk U2-kopiband dannet den 1. marts 1991 i København. Die Herren har siden midthalvfemserne spillet omkring 80-90 koncerter om året, hvoraf størstedelen har været i Danmark. Die Herren spiller udelukkende U2's sange og stilen er kendetegnende ved medrivende sceneoptrædener og et visuelt og grafisk udtryk.[kilde mangler]

## Medlemmer
- Mono alias Morten Marcher (født Pedersen) - sang (1991-)
- Topp (tidligere T-Nager) alias Claes René Topp - bas (1991-)
- Haeggen alias Esben Søgaard Nielsen - guitar (1991-)
- Lord Nilsson alias Ulrik Frost Nilsson - trommer (2006-)

## Tidligere medlemmer
- Cassemannen alias Carsten Vang Madsen - trommer (1991-1993)
- Von Hinten alias Niels Werner Larsen - trommer (1993-2006)

## Historie

### Opståen
Topp og Haeggen spillede sammen i fritidsbandet Monsun som de begge forlod i november 1990. De to havde ofte jammet over U2's sange og da idéen om at danne et nyt orkester sammen dukkede op, var det nærliggende at bruge U2's materiale som udgangspunkt, når de resterende medlemmer skulle udvælges. Det udviklede sig hurtigt til at være et egentligt U2 kopiprojekt. Topp kendte en trommeslager fra et radiokursus og dermed var Cassemannen inde i billedet. Mono blev kontaktet på baggrund af en annonce som han havde indrykket på samme tid med ordlyden "Sanger søger band med god kemi". De 4 mødtes og øvede for første gang i en øvecontainer ved medborgerhuset "Hønen" den 1. marts 1991.

### Navnet
Navnet Die Herren opstod som et spontant svar på spørgsmålet om, hvilket navn der skulle stå på øvecontainerens reservationsliste og dels som en grammatisk tanketorsk i forbindelse med bandets første optræden. Bandet skulle spille til en privat udklædningsfest hvor dress-coden var "drag queen". Die refererede til hunkøn og Herren til hankøn. Die Herren er grammatisk korrekt flertal (på dansk: herrerne).

## Koncerter

### Den første koncert
Die Herrens første koncert var til en privatfest i Nordhavnen, København i juli 1991 hvor temaet var at man skulle komme udklædt som transvestit. Alle i bandet var ved den lejlighed klædt ud som transvestitter. I efteråret samme år indspillede Die Herren en musikvideo til sangen "Desire" og i forbindelse med videopremieren, i foråret 1992, afholdtes en koncert i Kanal København's lokaler i Valby, for et specielt indbudt publikum. Den følgende aften spillede Die Herren den første offentlige koncert på Birkerød Brandstation.
Koncertvirksomheden øges gradvist de følgende år og fra midthalvfemserne og frem har Die Herren spillet omkring 80-90 koncerter om året, hvoraf størstedelen har været i Danmark

### Udlandet
Die Herren har også spillet koncerter i udlandet, mest baseret på invitationer fra danske interesser i udlandet.
Letland
I 1992 spillede Die Herren, i samarbejde med Det Danske Kulturinstitut, to koncerter i Jurmala uden for Riga, Letland.
Grønland
I 2000 spillede Die Herren på verdens nordligste musikfestival NIPIAA RockFestival i Aasiaat (Egedesminde) i Grønland. I 2015, 2016 og 2017 spillede Die Herren på Top of the World Club på Thule Air Base, Pituffik Grønland. I 2018 spillede Die Herren på Hotel Hans Egede i Nuuk.
Norge
Island
Tyskland
Den 27. juni 2008 blev Die Herren's koncert på Sild, Tyskland aflyst i sidste øjeblik, pga. koncertstedets manglende tilladelse fra brandmyndighederne til at afholde koncerten. Koncerten blev udskudt og gennemført med lovlige tilladelser 2 år senere den 25. juni 2010.  Arkiveret 7. november 2016 hos  Wayback Machine
Sverige
I 2011 spillede Die Herren til World Scout Jamboree med deltagelse af 38.000 spejdere fra hele verden i Kristianstad, Sverige.
Italien
Den 15. juli 2013 spillede Die Herren på torvet i byen Bardolino ved Gardasøen i Italien. Den 3. og 4. juli 2015 spillede Die Herren to koncerter i henholdsvis Bardolino og på Hard Rock Café i Firenze.
ØstrigDen 10. og 11. februar 2015 spillede Die Herren to koncerter i henholdsvis Wagrain og Dorfgastein.

Desuden har Die Herren flere gange siden 2001 været udsendt af Forsvaret og spillet for danske og udenlandske styrker i følgende lande:

Bosnien2001
Kosovo2001, 2003, 2005, 2009 og 2010
Kirgisistan2003
Libanon2010
AfghanistanCamp Bastion 2012, Kabul 2013 og Camp Bastion 2014.

### Kirkekoncerter/U2-Gudstjenester
I 2005 spillede Die Herren deres første U2-Gudstjeneste i Herning Kirke i samarbejde med præst Jens Moesgaard Nielsen. Siden har Die Herren spillet U2-Gudstjenester og Kirkekoncerter i bl.a. Dragør Kirke, Fredens Kirke i Odense og Viborg Domkirke. U2 Gudstjenesterne er bygget op omkring Biblens ord i forhold til U2´s tekster og U2´s sange med præstens prædiken indlagt imellem sangene. Kirkekoncerterne er udelukkende U2’s sange spillet af Die Herren i kirken.  (Webside ikke længere tilgængelig)

## Optrædestil
Die Herren er ikke et look-alike projekt hvad angår udseende og formidling af politiske holdninger ligesom U2. Kopiprojektet forholder sig udelukkende til at spille musikken så det lyder så tæt på originalen som muligt. Dette har efterladt et rum for at udvikle Die Herrens egen stil m.h.t. påklædning, sceneoptræden og grafisk udtryk.
I starten kom dette til udtryk i form af et ensartet look med bjørnebanden-briller, mørke jakkesæt fra genbrugsforretninger og ens skjorter i gammelt lagenstof med “Die Herren”-logo trykt på kinakraven. Senere har det udviklet sig til forskellige scenekostumer - og rekvisitter, gæstemusikere og gæsteoptrædener i form af balletdansere og pigegardere.

## Egne numre
I 1995 begyndte Die Herren at skrive deres egne numre, og ved udgangen af 1996 havde bandet et repertoire på 15 af deres egne sange. I foråret 1997 indspillede Die Herren en EP med 5 af deres egne numre. Titlen på cd'en er Egne Numre og sangene var: "Skin", "Drifting Away", "1st Wonder", "Storm Over Equanimity County" og "T.R.O.C.K." Efter udgivelsen besluttede bandet sig for udelukkende at spille U2-sange.